# … And Then There Were Three …
… And Then There Were Three … (englisch für „… und da waren es drei …“) aus dem Jahr 1978 ist das neunte Studioalbum der britischen Rockband Genesis. Der Titel nimmt Bezug darauf, dass nach dem Weggang von Peter Gabriel 1975 und Steve Hackett 1977 die Band jetzt nur noch drei Mitglieder hatte: Neben Phil Collins gehörten lediglich die Gründungsmitglieder Mike Rutherford und Tony Banks zur Stammbesetzung, die nun bei Konzerten durch zusätzliche Musiker ergänzt wurde. Es war das erste Album in dieser Dreierbesetzung, die sich als die dauerhafteste Konstellation der Band erwies.
Der Titel ist ein Zitat aus der englischen Version des Kinderlieds Zehn kleine Negerlein.

## Hintergrund
Ähnlich wie bei dem Ausstieg von Peter Gabriel wurde nach dem Ausstieg von Steve Hackett kein Ersatzmann von außen ins Boot geholt, vielmehr übernahm der Bassist Mike Rutherford von nun an den Part des Leadgitarristen in der Band.
Auf dem Album traten im Vergleich zu früheren Platten progressive und experimentelle Momente zugunsten von Rockmusik weiter in den Hintergrund. Trotzdem markiert das Album einen wichtigen Punkt in der Gesamtbetrachtung der Band. Über den kommerziellen Erfolg des Albums hinaus wurde das Stück Follow You Follow Me zum Welthit.

## Titelliste
1. Down and Out (Tony Banks, Phil Collins, Mike Rutherford) – 5:25
2. Undertow (Tony Banks) – 4:44
3. Ballad of Big (Tony Banks, Phil Collins, Mike Rutherford) – 4:49
4. Snowbound (Mike Rutherford) – 4:29
5. Burning Rope (Tony Banks) – 7:07
6. Deep in the Motherlode (Mike Rutherford) – 5:14
7. Many Too Many (Tony Banks) – 3:30
8. Scenes from a Night's Dream (Tony Banks, Phil Collins) – 3:29
9. Say It’s Alright Joe (Mike Rutherford) – 4:20
10. The Lady Lies (Tony Banks) – 6:05
11. Follow You Follow Me (Tony Banks, Phil Collins, Mike Rutherford) – 3:58

DVD-Extras (2007 Release)
1. Band Interview 2006
2. Promotional Videos: Many Too Many & Follow You Follow Me
3. Three Dates with Genesis (1978 BBC-Dokumentation)
4. Japanese Tour Program 1978 Tour (Galerie mit 15 Bildern)
5. Knebworth Program 1978 Festival (Galerie mit 4 Bildern)
6. German Festival Program 1978 Festival (Galerie mit 10 Bildern)

## Beschreibung einzelner Lieder
- Ballad of Big: Ursprünglich sollte das Lied Ballad of Big Jim heißen. Der Text erzählt von dem Großen Jim Cooley, einem ängstlichen Cowboy des Westens.

- Deep in the Motherlode: Der Text erzählt eine fiktive Geschichte eines Mannes, der sich während des Goldrausches in Nevada 1859 auf eine Reise begibt. Seine Familie drängt ihn, so viel Gold wie möglich zu finden.

- Scenes from a Night's Dream: Der Text erzählt vom kleinen Nemo aus Comics des US-amerikanischen Karikaturisten und Comiczeichners Winsor McCay (1871–1934).

## Singleauskopplungen
| Jahr | Titel                                      | Höchstplatzierung, Gesamtwochen/‑monate, AuszeichnungChartplatzierungen (Jahr, Titel, , Platzierungen, Wochen/Monate, Auszeichnungen, Anmerkungen) | Höchstplatzierung, Gesamtwochen/‑monate, AuszeichnungChartplatzierungen (Jahr, Titel, , Platzierungen, Wochen/Monate, Auszeichnungen, Anmerkungen) | Höchstplatzierung, Gesamtwochen/‑monate, AuszeichnungChartplatzierungen (Jahr, Titel, , Platzierungen, Wochen/Monate, Auszeichnungen, Anmerkungen) | Höchstplatzierung, Gesamtwochen/‑monate, AuszeichnungChartplatzierungen (Jahr, Titel, , Platzierungen, Wochen/Monate, Auszeichnungen, Anmerkungen) | Höchstplatzierung, Gesamtwochen/‑monate, AuszeichnungChartplatzierungen (Jahr, Titel, , Platzierungen, Wochen/Monate, Auszeichnungen, Anmerkungen) | Anmerkungen                                                |
| Jahr | Titel                                      | DE | AT | CH | UK | US | Anmerkungen                                                |
| ---- | ------------------------------------------ | --- | --- | --- | --- | --- | ---------------------------------------------------------- |
| 1978 | Follow You Follow Me                       | DE8 (28 Wo.)DE | AT15 (1 Mt.)AT | CH6 (11 Wo.)CH | UK7 Silber · (13 Wo.)UK | US23 (16 Wo.)US | Erstveröffentlichung: 24. Februar 1978 Verkäufe: + 250.000 |
| 1978 | Many Too Many                              | DE41 (6 Wo.)DE | — | — | UK43 (5 Wo.)UK | — | Erstveröffentlichung: 23. Juni 1978                        |
| 1978 | Go West Young Man (Deep in the Motherlode) | — | — | — | — | — | Erstveröffentlichung: 1. September 1978                    |

## Kommerzieller Erfolg

### Chartplatzierungen
| ChartsChartplatzierungen       | Höchstplatzierung | Wochen/ Monate |
| ------------------------------ | ----------------- | -------------- |
| Deutschland (GfK)              | 2 (13 Mt.)        | 13 Mt.         |
| Österreich (Ö3)                | 17 (1 Mt.)        | 1 Mt.          |
| Vereinigte Staaten (Billboard) | 14 (33 Wo.)       | 33 Wo.         |
| Vereinigtes Königreich (OCC)   | 3 (32 Wo.)        | 32 Wo.         |

| ChartsJahrescharts (1978)      | Platzierung |
| ------------------------------ | ----------- |
| Deutschland (GfK)              | 4           |
| Vereinigte Staaten (Billboard) | 59          |

### Auszeichnungen für Musikverkäufe
| Land/Region                  | Auszeichnungen für Musikverkäufe (Land/Region, Auszeichnung, Verkäufe) | Verkäufe  |
| ---------------------------- | ---------------------------------------------------------------------- | --------- |
| Deutschland (BVMI)           | Gold                                                                   | 250.000   |
| Frankreich (SNEP)            | Gold                                                                   | 100.000   |
| Kanada (MC)                  | Gold                                                                   | 50.000    |
| Niederlande (NVPI)           | Gold                                                                   | 50.000    |
| Vereinigte Staaten (RIAA)    | Platin                                                                 | 1.000.000 |
| Vereinigtes Königreich (BPI) | Gold                                                                   | 150.000   |
| Insgesamt                    | 5× Gold · 1× Platin ·                                                  | 1.600.000 |

Hauptartikel: Genesis (Band)/Auszeichnungen für Musikverkäufe

## Trivia
Laut einer Umfrage innerhalb der Band ist aus deren Sicht dieses Album neben ihrem Debüt From Genesis to Revelation das schwächste der Bandgeschichte.